# Aorangia mauii
Aorangia mauii is een spinnensoort uit de familie Stiphidiidae. De soort komt voor in Nieuw-Zeeland.